# شهرستان ماسکینونژه
شهرستان ماسکینونژه (به انگلیسی: Maskinongé Regional County Municipality) یک منطقهٔ مسکونی در کانادا است که در ناحیه موریسی واقع شده‌است. شهرستان ماسکینونژه ۲٬۵۰۲٫۴۰ کیلومتر مربع مساحت و ۳۶٬۲۸۶ نفر جمعیت دارد.